# Droit chinois
 (juin 2017).
Si vous disposez d'ouvrages ou d'articles de référence ou si vous connaissez des sites web de qualité traitant du thème abordé ici, merci de compléter l'article en donnant les références utiles à sa vérifiabilité et en les liant à la section « Notes et références ».

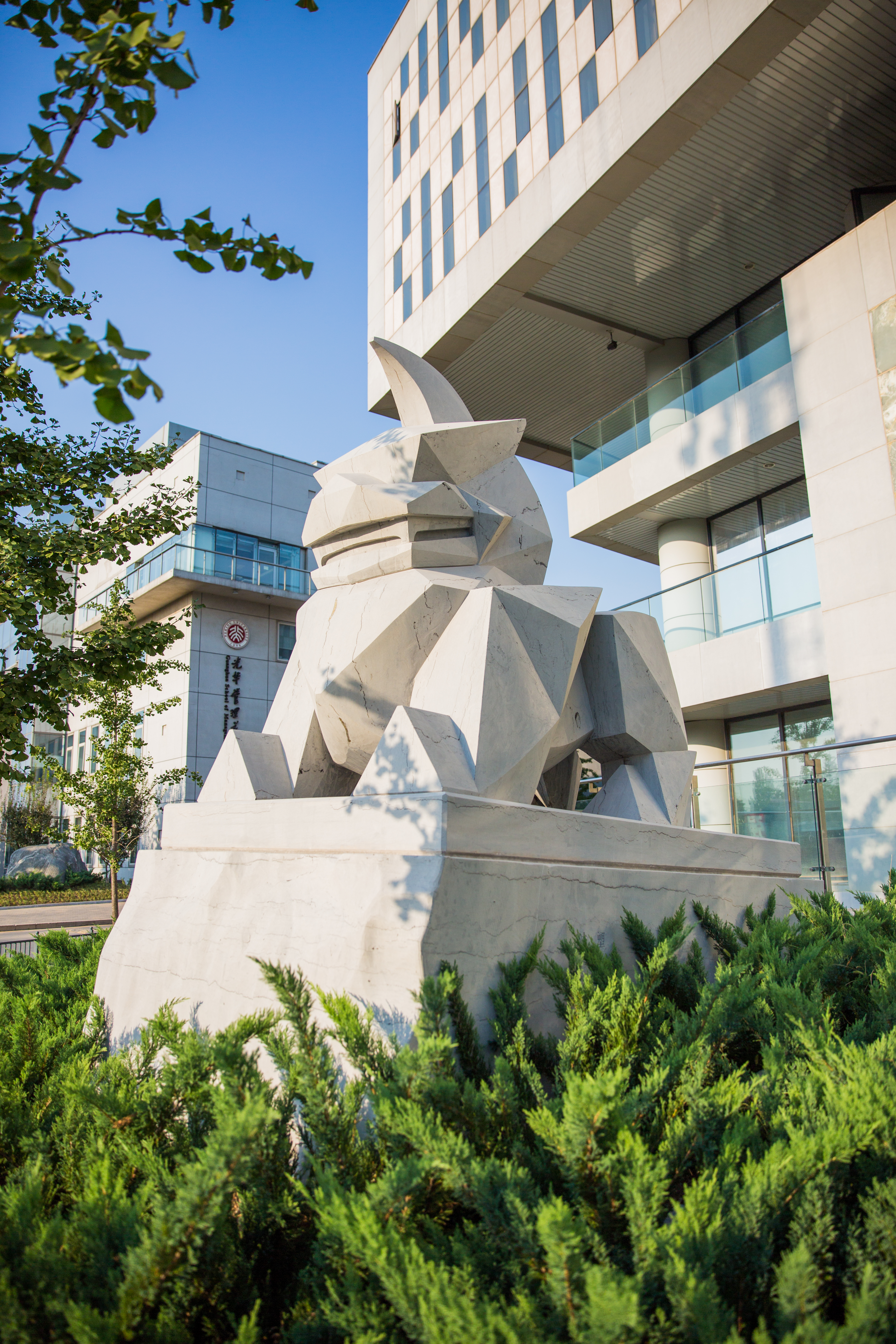
Statue de xiezhi devant la. Le xiezhi est un symbole du droit et de la justice depuis la dynastie des Tang.

Le droit chinois, ou fa, est le droit de la Chine. C'est un ordre juridique qui s'inscrit dans les traditions des empires chinois, du socialisme et des Codes romano-germaniques.

## Définition
Ce qui est généralement appréhendé dans les études en langues française par le terme de droit chinois s'écrit en chinois : 法, prononcée fǎ en mandarin, qui désigne la loi. Toutefois, la fa est toujours articulée dans la tradition de la gouvernance chinoise avec des normes plus explicitement morales, le li (理, prononcé lĭ en mandarin), la qing (情, qíng), et depuis le début du XXe siècle les valeurs du socialisme. Le li est l'ensemble des normes juridiques sociales concrétisées dans les rites, que tout le monde s'efforce de suivre pour ne pas subir la honte, un peu comme pour les règles de politesse. La fa, en revanche, désigne tout texte édicté par la puissance publique et organisant des normes de conduite à travers des responsabilités et des sanctions.

## Histoire
L'opposition entre la vision confucianiste du li et l'école légiste du fa remonte à l'époque des Royaumes combattants.
Le confucianisme mettait l'accent sur une organisation cellulaire de la société dans laquelle la nation, comme la famille, était soumise à l'autorité absolue du chef. Le respect scrupuleux du li, et non d'une loi écrite, devait assurer la cohésion du système.
Les légistes, en revanche, préféraient un gouvernement basé sur la fa (Livre de la Loi de Li Kui au IVe siècle av. J.-C.). L'importance réelle de l'école légiste au cours de l'histoire, par rapport au confucianisme, est encore débattue par les spécialistes.
Le Code Tang, exclusivement pénal, est écrit au début de la dynastie Tang, au VIIe siècle. Il influencera le droit chinois jusqu'au XXe siècle, et inspira le code pénal japonais et le code pénal coréen[réf. nécessaire].
Le concept d'un droit civil à l'occidentale a été travaillé par le gouvernement Qing dès 1902 en s'inspirant des bürgerliches Gesetzbuch (Codes Civils) suisse et allemand, déjà étudiés par les juristes japonais. Un système d'inspiration germanique a ainsi été adopté à l'établissement de la république de Chine. Ce système existe encore à Taïwan.
Après 1949 où la république populaire de Chine est établie par les communistes, un autre système du style de l'URSS est établi.
Avec les réformes de Deng Xiaoping après 1978, les emprunts faits aux différents droits étrangers continuent. La codification du droit civil aboutit en 2021 à l'adoption d'un Code civil chinois.

## Relation avec la puissance publique
Au tournant du XXe siècle, des débats autour de la relation de la fa avec le gouvernement ont animé le républicanisme chinois, avec une opposition entre la fa comme un moyen de gouvernement et la fa comme la fondation du gouvernement. C'est cette deuxième conception, se rattachant à la tradition légaliste et exprimée par la formule 依法治国 (yī fǎ zhì guó, « État par le droit », notion proche de celle d'État de droit), qui a été intégrée en 1999 dans la Constitution.

## Organisation juridictionnelle
La Chine connaît une organisation juridictionnelle à quatre niveaux, définie par la loi :
- des tribunaux municipaux : juridiction de première instance sur les affaires de faible importance (Basic court).
- des tribunaux préfectoraux : juridictions d'appel pour les affaires jugées par les tribunaux locaux et de première instance pour les affaires plus importantes (Intermediate court).
- des Cours d'appel régionales (High court).
- une Cour populaire suprême dont les décisions s'imposent à toutes les juridictions inférieures (Supreme court).

Le procès est toutefois perçu comme un pis-aller et les tribunaux sont un moyen auquel on a recours lorsque toute médiation a échoué. Si les parties l'acceptent, le juge peut organiser une médiation. Le procès n'aura alors lieu que si la médiation échoue.
L'arbitrage est également utilisé dans le monde des relations économiques.

## Notions
Le droit chinois consacre également la propriété privée : alors qu'elle n'était reconnue ni par le système impérial, ni par le régime communiste, elle est à présent un droit inscrit dans la Constitution depuis une réforme du 14 mars 2004. Une loi adoptée en mars 2007 protège aussi bien la propriété privée que la propriété publique, sauf dans le domaine de la terre qui appartient à l'État.[réf. nécessaire]

## Sources

## Compléments